# Anna Karenina (1967)
Anna Karenina ist eine sowjetische Verfilmung des gleichnamigen Romans von Lew Tolstoi aus dem Jahr 1967. Regie führte Alexander Sarchi.

## Inhalt
Stiwa hat seine Frau Dolly mit der Gouvernante betrogen. Seine Frau will ihn verlassen, wird jedoch von Stiwas Schwester Anna Karenina umgestimmt. Die ist aus Sankt Petersburg zu Besuch angereist und saß in einem Abteil mit der Mutter von Graf Wronski. Der holt sie am Bahnsteig ab und verliebt sich sofort in Anna. Er fährt mit ihr im Zug nach St. Petersburg und lädt sich selbst zu den Karenins nach Hause ein. Während die Affäre zwischen Anna und Wronski zum Stadtgespräch wird, übt sich Annas Mann, der angesehene Politiker Karenin, in Beherrschung. Selbst, als Anna ihm gegenüber direkt zugibt, ihn zu betrügen, reagiert er gefasst.
Anna erwartet ein Kind von Wronski, woraufhin sich Karenin von seiner Frau scheiden lassen will. Er entscheidet sich anders, als er vom schlechten Gesundheitszustand Annas erfährt. Sie hatte in einem Traum erfahren, dass sie im Kindbett sterben werde, und tatsächlich geben die Ärzte sie nach der Geburt ihrer Tochter auf. Anna bringt Wronski und Karenin in einer Art letztem Willen dazu, sich vor ihren Augen zu versöhnen. Außerhalb ihrer Hörweite gibt Karenin Wronski zu verstehen, dass er nie auf Anna verzichten werde, woraufhin sich Wronski zu erschießen versucht. Er überlebt den Selbstmordversuch und auch Anna überlebt das Kindbett. Zusammen reisen beide später durch die Welt. Da Karenin nicht in eine Scheidung einwilligt, können Anna und Wronski nicht heiraten und Annas Ruf in der Gesellschaft sinkt.
Unterdessen lebt Karenin mit dem gemeinsamen Sohn Serjoscha in St. Petersburg. Er hat seinem Sohn erzählt, dass Anna während der Geburt ihrer Tochter verstorben sei. Heimlich besucht Anna ihren Sohn an seinem Geburtstag, wird jedoch von Karenin überrascht. Zeit vergeht, in der Anna abgeschieden von der Gesellschaft zusammen mit Wronski auf dessen Wohnsitz lebt. Als sie sich mit einem Bekannten ins Theater begibt, schlägt ihr die Ablehnung der Gesellschaft offen entgegen. Sie erkennt mit der Zeit, dass sich Wronski immer öfter ohne sie auf Reisen und in Gesellschaften begibt. Eine Scheidung lehnt Karenin aus der Ferne immer wieder ab und auch eine Vermittlung durch Annas Bruder Stiwa kommt nicht zustande. Als sich Anna sicher ist, dass auch Wronski sie nicht mehr liebt, wirft sie sich vor einen Zug.

## Hintergrund
Die sowjetische Uraufführung fand am 6. November 1967 statt. Die deutschsprachige Erstaufführung war am 28. Juni 1968 in Ostdeutschland, im Westen erschien der Film am 15. November des gleichen Jahres. Der Film war als Wettbewerbsbeitrag bei den Internationalen Filmfestspielen von Cannes 1968 vorgesehen, die jedoch wegen der Maiunruhen in Frankreich vorzeitig abgebrochen wurden.

### Synchronisation
Es existieren zwei deutsche Synchronfassungen, eine für die DDR und eine für die BRD. Die Ost-Fassung entstand im DEFA Studio für Synchronisation, Berlin. Die West-Fassung entstand bei der Berliner Union Film GmbH & CO. KG.
| Rolle                  | Darsteller              | Synchronsprecher (DDR) | Synchronsprecher (BRD) |
| ---------------------- | ----------------------- | ---------------------- | ---------------------- |
| Anna Karenina          | Tatjana Samoilowa       | Annemone Haase         | Rosemarie Fendel       |
| Karenin                | Nikolai Grizenko        | Siegfried Göhler       | Arnold Marquis         |
| Wronski                | Wassili Lanowoi         | Winfried Wagner        | Paul Edwin Roth        |
| Stiwa Oblonski         | Juri Jakowlew           | Siegfried Kilian       | Martin Hirthe          |
| Konstantin Ljowin      | Boris Goldajew          | Hans-Peter Minetti     | Uwe Friedrichsen       |
| Kitty                  | Anastassija Wertinskaja | Katharina Lind         | ?                      |
| Dolly                  | Ija Sawwina             | Gerda-Luise Thiele     | Christine Gerlach      |
| Fürstin Betsi          | Maja Plissezkaja        | Vera Oelschlegel       | Gisela Trowe           |
| Gräfin Lidija Iwanowna | Lidija Sucharewskaja    | Anita Drechsler        | Ursula Krieg           |
| Gräfin Wronskaja       | Sofja Piljawskaja       | Marga Legal            | Tilly Lauenstein       |
| Advokat                | Andrei Tutyschkin       | Fred Kronström         | ?                      |
| Serjoscha              | Wassili Sachnowski      | Justus                 | ?                      |

## Kritik
Das Lexikon des internationalen Films bezeichnete Anna Karenina als eine „in dunklen, verhaltenen Farbtönen, ohne Pomp und übertriebenen Luxus inszenierte Literaturverfilmung“, die zwei Höhepunkte besitzt: „ein hinreißend fotografiertes Pferderennen und eine Walzerszene, bei der die Kamerabewegung den Zuschauer mit in den Tanz einbezieht.“ Überwiegend positiv zeigt sich auch der Evangelische Film-Beobachter: „Ausgezeichnet fotografierte, detailgetreue Wiedergabe, nicht ohne kunstgewerbliche Schnörkel, interessant durch die modern akzentuierte Gestaltung der Titelfigur. Empfehlenswert ab 16 Jahren.“